# Oskaloosa, Iowa
Oskaloosa är en stad (city) i Mahaska County, i delstaten Iowa, USA. Enligt United States Census Bureau har staden en folkmängd på 11 538 invånare (2011) och en landarea på 19,2 km². Oskaloosa är huvudort i Mahaska County.

## Kända personer från Oskaloosa
- Chester Conklin, skådespelare
- Harry H. Laughlin, eugeniker
- Arthur Russell, musiker